# Seznam britanskih armad prve svetovne vojne
Seznam britanskih armad prve svetovne vojne.
- 1. armada
- 2. armada
- 3. armada
- 4. armada
- 5. armada (izvirno rezervna armada)
- Dardanelska armada
- Saloniška armada